# Буан
Буа́н (фр. Bouan, окс. Boan) — коммуна во Франции, находится в регионе Окситания, недалеко от границы с Андоррой. Департамент коммуны — Арьеж. Входит в состав кантона Ле-Кабан. Округ коммуны — Фуа.
Код INSEE коммуны — 09064.

## Население
Население коммуны на 2008 год составляло 35 человек.
| 1962 | 1968 | 1975 | 1982 | 1990 | 1999 | 2008 |
| ---- | ---- | ---- | ---- | ---- | ---- | ---- |
| 50   | 58   | 43   | 37   | 29   | 30   | 35   |

## Экономика
В 2007 году среди 20 человек в трудоспособном возрасте (15—64 лет) 16 были экономически активными, 4 — неактивными (показатель активности — 80,0 %, в 1999 году было 73,3 %). Из 16 активных работали 14 человек (7 мужчин и 7 женщин), безработных было 2 (1 мужчина и 1 женщина). Среди 4 неактивных все были пенсионерами.